# Modri jedić
Modri jedić (lat. Aconitum napellus), smrtonosno otrovna biljka iz porodice žabnjakovki, jedna je od 340–tak vrsta u rodu jedića, s 13 podvrsta. U Hrvatskoj rastu najmanje dvije podvrste. Biljka je rasprostranjena po zapadnoj i srednoj Europi,kod nas raste po planinama Gorskog kotara i na Velebitu.

## Opis
Modri jedić je trajnica koja naraste do 100 ,najviše 150 centimetarasa bezmirisnim tamnoljubičastim cvjetovima, i nasuprotnim listovima razdijeljenim na 5 do 7 režnjeva. Plod ima 3 do 5 kapsula s mnogobrojim smeđecrnim sjemenkama. Svi dijelovi biljke sadrže akonitin, a do trovanja može doći i samim dodirom, pa se u prošlosti njezin otrov koristio za premazivanje vrškova strelica i kopalja,te za trovanje vukova i lisica.

## Toksikologija
Vidljivi simptomi mogu se pojaviti gotovo odmah, obično ne kasnije od jednog sata, i "s velikim dozama smrt je gotovo trenutačna." Smrt se obično javlja u roku od dva do šest sati u fatalnom trovanju (20 do 40 ml tinkture može se pokazati smrtonosnim ). Početni znakovi su gastrointestinalni uključujući mučninu, povraćanje i proljev. Nakon toga slijedi osjećaj pečenja, trnjenja i ukočenosti usta i lica, te pečenja u abdomenu.  U teškim otrovanjima javlja se izražena slabost motorike, a osjećaj trnaca i utrnulosti širi se do udova. Kardiovaskularni simptomi uključuju hipotenziju, sinusnu brahikardiju i ventrikularnu aritmiju. Ostali simptomi mogu uključivati znojenje, vrtoglavicu, poteškoće u disanju, glavobolju i zbunjenost. Glavni uzroci smrti su ventrikularna aritmija i asistola, paraliza srca ili respiratornog sustava. Jedini post-mortem znaci su oni asfiksije. 
Liječenje trovanja uglavnom je suportivno. Svi bolesnici trebaju pažljivo praćenje krvnog tlaka i srčanog ritma. Gastrointestinalna dekontaminacija s aktivnim ugljenom može se koristiti ako se unese u roku od jednog sata od gutanja.  Glavni fiziološki protuotrov je atropin, koji se koristi za liječenje brahikardije. Drugi lijekovi koji se koriste za ventrikularnu aritmiju uključuju lidokain, amiodaron, bretij, flekainid, prokainamid, i mekeksiletin. 
Otrovanje se može dogoditi i nakon branja listova bez rukavica; akonitinski toksin se lako apsorbira kroz kožu. U tom slučaju neće biti gastrointestinalnih učinaka. Trnci će početi u trenutku apsorpcije i produžiti od ruku do ramena, nakon čega će početi utjecati na srce. Zujanje će slijediti neugodna utrnulost. Liječenje je slično otrovanju uzrokovanom gutanjem.

## Primjena u narodnoj medicini
Koristi se u narodnoj medicini,u Rusiji, Kini ,Indiji ,te na Tibetu.Kinezi posebnim dugotrajnim postupkom smanjuju otrovnost biljke. Svi dijelovi biljke sadrže diterpenske alkaloide, uključujući akonitin( po ruskim izvorima iz biljke je izolirano i identificirano oko 250 alkaloida).Budući da je biljka vrlo otrovna, nikada nije bila važna u europskoj tradicionalnoj medicini. U stranoj fitoterapiji, tinkture od jedićevog lišća koriste se izvana kako bi se ublažilo bolove povezane s gihtom, išijasom i neuralgijom. Osim spomenute tinkture preparate na bazi jedića praktički se ne koristi.
Sudeći po literaturi u Rusiji i danas korištenje ima pristalica,rezultat je ovo duge tradicije korištenja ovih preparata u ruskoj narodnoj ali i službenoj medicini,te se preparati jedića koriste i kod liječenja nekih tumora.
U homeopatiji se koristi za liječenje živčanih bolesti uzrokovanih ljutnjom, strahom, nervoznim uznemirenjem ili neuralgijom.

## Podvrste
- Aconitum napellus subsp. castellanum Molero Mesa & C. Branche
- Aconitum napellus subsp. corsicum (Gayer) W. Seitz
- Aconitum napellus subsp. fissurae (E. I. Nyárády) W. Seitz, raste i u Hrvatskoj
- Aconitum napellus subsp. hinterhuberi W. Starmühler
- Aconitum napellus subsp. koelleanum (Rchb.) W. Mucher
- Aconitum napellus subsp. lobelii W. Mucher
- Aconitum napellus subsp. lusitanicum Rouy
- Aconitum napellus subsp. napellus
- Aconitum napellus subsp. polatschekii Mucker ex W. Starmühler
- Aconitum napellus subsp. seitzii Macher ex W. Starmühler
- Aconitum napellus subsp. splendens (Font Quer) Rivas Mart.
- Aconitum napellus subsp. superbum (Fritsch) W. Seitz, raste i u Hrvatskoj
- Aconitum napellus subsp. vulgare Rouy & Fouc.

Aconitum napellus subsp. tauricum, koja raste i po hrvatskoj, nekada je smatrana njegovom podvrstom a danas se vodi kao podvrsta vrste Aconitum tauricum (Aconitum tauricum subsp. tauricum)

## Članci iz časopisa i zbornika
Гриценко И.И., Зубов А.Н., Наумов “Модификация натриевых каналов мембран клеток нейробластомы аконитинам; “Цитология”; №6, 1982, с.658-666;
Долгушина Г.С., Жакова Ч.Н. “Исследование аконита Чекановского”; Новые лекарственные препараты из растений Сибири и Дальнего Востока. Тезисы Всесоюзной конференции; 1986, с.37, Томск;
Поветьева Т.Н., Пашинский В.Г. “Фармакологическое исследование настойки аконита Чекановского”; Актуальные проблемы фармакологии и поиска новых лекарственных препаратов; 1987, с.30-31. Томский медицинский институт, Томск;
Рулин В.А., Мазур Н.А., Зайцева “Фармакокинетика дезацетиллаппаконитина”, Химико-фармацевтический журнал; №4, 1988, с.399-401;
Туляганов Н., Джохангиров, Саритдинов, Хамдамов “К фармакологии некоторых аконитиновых алкалоидов”; “Фармакология растительных веществ”, 1976, с.76-93, Ташкент;
Поветьева Т.Н., Пашинский В.Г., Семенов А.А., Жапова Ц., Погодаева Н.Н., Хоружая Т.Г. Исследование противоопухолевых и антиметастатических свойств растительных средств из аконита байкальского. Сибирский онкологический журнал. 2002. № 3-4. с. 138-141.
Поветьева Т.Н., Пашинский В.Г., Нестерова Ю.В., Пушкарский С.В., Гайдамович Н.Н., Семенов А.А., Жапова Ц., Погодаева Н.Н. Противометастатические свойства алкалоидов аконита байкальского. Сибирский онкологический журнал. 2005. № 4. с. 43-46.
Поветьева Т.Н., Гайдамович Н.Н., Пашинский В.Г., Семенов А.А., Жапова Ц., Нестерова Ю.В., Жданов В.Н. Противометастатические свойства вытяжек аконита северного (Aconitum septentrionale L.) Сибирский онкологический журнал. 2004. № 1. С. 9-11.
Алефиров А.Н., Беспалов В.Г. и др. Антиметастатическая активность настойки подземной части Aconitum soongaricum (Ranunculaceae) на моделях перевиваемых опухолей. Растительные Ресурсы, т. 50, вып. 2 - 2014. с. 254-270
Алефиров А.Н., Беспалов В.Г. и др. Противоопухолевая актиность настойки Aconitum soongaricum (Ranunculaceae) на моделях перевиваемых лейкозов и солидных опухолей. Растительные Ресурсы, т. 49, вып. 3 - 2013. с. 435-452
Murayama M, Mopi T, Bando H, Amiya T “Studies of constituents of Aconitum species. IX. The Pharmacological properties of pyro-type aconitine alkaloids, components of processed aconite powder “kako-bushi-matsu”: analgesic, antiinflammatory and acute toxic activity”, “J Ethnopharmacol”, 35(2), 1991 Dec, с. 159-64, Research section, Sanwa Shoyaku Co. Ltd., Tochigi, Japan;
Wada K, Ishizuki S, Mori T, Bando H, Murayama M, Kawahara N “Effects of alkaloids from Aconitum yesoense var. Macroyesoense on cutaneous blood flow in mice”, “Bio Pharm Bull”, 20(9), 1997 Sep, с.978-82, Hokkaido College of Pharmacy, Otaru, Japan;
Ji BL, Xia LP, Zhou FX, et al. Aconitine induces cell apoptosis in human pancreatic cancer via NF-kappaB signaling pathway. Eur Rev Med Pharmacol Sci. 2016;20:4955–4964.
Povšnar,M.,Koželj,G., Kreft,S., Lumpert ,M.  Rare tradition of the folk medicinal use of Aconitum spp. is kept alive in Solčavsko, Slovenia ,J Ethnobiol Ethnomed. 2017; 13: 45.

## Vanjske poveznice
https://pfaf.org/user/Plant.aspx?LatinName=Aconitum+napellus